# Digitale Fabrik

Fokus der Digitalen Fabrik ist die Produktionsplanung

Ebenen der Digitalen Fabrik, Fraunhofer IPA, Stuttgart

Die Digitale Fabrik ist ein Standard zur virtuellen Planung und Betriebsführung von Fabriken und Anlagen. Die Grundlagen der Digitalen Fabrik werden in der VDI-Richtlinie 4499 Blatt 1:2008-02 definiert als „Oberbegriff für ein umfassendes Netzwerk von digitalen Modellen und Methoden unter anderem der Simulation und 3D-Visualisierung. Ihr Zweck ist die ganzheitliche Planung, Realisierung, Steuerung und laufende Verbesserung aller wesentlichen Fabrikprozesse und -ressourcen in Verbindung mit dem Produkt.“
Einerseits wird unter der digitalen Fabrik ein Abbild der realen Fabrik verstanden, um die darin ablaufenden Prozesse visualisieren, simulieren und damit besser verstehen zu können.
Andererseits wird die digitale Fabrik als die Gesamtheit aller Mitarbeiter, Softwarewerkzeuge und Prozesse, welche zur Erstellung der virtuellen und realen Produktion notwendig sind, definiert.
Grundsätzlich handelt es sich bei einer Digitalen Fabrik grob um die Optimierung des Kundenauftragsprozesses (KAP). Im Zentrum steht die Steigerung der Flexibilität, Schnelligkeit, Effizienz sowie der Nachhaltigkeit.

## Digitale Fabrik vs. virtuelle Produktion
Weiterhin muss zwischen den Werkzeugen und Methoden der digitalen Fabrik und der Vision der virtuellen Produktion beziehungsweise der Virtuellen Logistik getrennt werden.

### Virtuelle Produktion
Die virtuelle Produktion bezeichnet die „[…] durchgängige, experimentierfähige Planung, Evaluation und Steuerung von Produktionsprozessen und -anlagen mithilfe digitaler Modelle.“
Der Begriff der Virtuellen Logistik umschreibt die softwareunterstützte Planung logistischer Prozesse und Strukturen.
Wirkungsbereich der Digitalen Fabrik ist die Produktionsplanung-Phase innerhalb des Produktlebenszyklus. Während dieser Phase werden die Haupt-Betriebskosten-Blöcke festgelegt.
Ihr Zweck ist die ganzheitliche Planung, Realisierung, Steuerung und laufende Verbesserung aller wesentlichen Fabrikprozesse und -ressourcen in Verbindung mit dem Produkt (z. B. Kraftfahrzeug, Flugzeug).

### Digitale Fabrik
Mit den Methoden der digitalen Fabrik wird der Tätigkeitsbereich zwischen der Produktentwicklung und der Produktionssteuerung geschlossen.
Dabei besteht die digitale Fabrik nicht nur aus Software. Die digitale Fabrik muss im Gesamtkontext des Unternehmens gesehen werden und lässt sich so in vier Ebenen der Digitalen Fabrik gliedern:
- Datenbasis/Datenkern,
- Integrationsplattform,
- Werkzeuge,
- Organisation und Planungsworkflow.

Ziel der digitalen Fabrik ist es, bewährte Methoden, Prozesse und Betriebsmittel so zu standardisieren, dass sie bei einem anderen Produkt oder beim Nachfolgemodell als Planungsbausteine wieder verwendet werden können. Hierfür ist in der Regel eine Überarbeitung der bestehenden Prozesse und der Organisation notwendig.
Die digitale Fabrik ist durch die Datendurchgängigkeit gekennzeichnet, die auf Standardschnittstellen basiert. Ein weiteres Merkmal ist die gemeinsame Nutzung von virtuellen Fabrikmodellen, die ein simultanes Arbeiten von verschiedenen Abteilungen ermöglicht. Mit Hilfe digitaler Werkzeuge werden die Prozessübersicht, Kosten, Zeitaufwand und Kommunikation verbessert. Eine Weiterentwicklung der digitalen Fabrik ist die smart factory.
Die Ziele und Methoden der Digitalen Fabrik unterstützen die Ziele und Methoden der Lean Philosophie.

#### Stoßrichtungen derdigitalen Fabrik
Bei der Prozessneugestaltung sollte auf die vier Stoßrichtungen der digitalen Fabrik:
- die gemeinsame Datenbasis zur Reduzierung redundanter Daten,
- die Standardisierung von Prozessen, Ressourcen sowie Betriebsmitteln,
- die konsequente Abklärung von Aufgabe, Kompetenz und Verantwortung über die Prozesskette in einen gewerkübergreifenden integrierenden Prozess, sowie
- die Möglichkeiten zur Automatisierung geachtet werden.

#### Aufgaben derdigitalen Fabrik
Aufgaben der digitalen Fabrik sind unter anderem:
- Übernahme der Produktplanungsdaten,
- Prozesszeitenplanung,
- Planung der Produktionsprozesse,
- Planung der Betriebsmittel (Konstruktionsvorschlag, Festlegung Anzahl),
- Einsatzfaktorplanung,
- Layoutplanung des Werks und der Arbeitsplätze,
- Kostenbewertung, sowie
- Absicherung der Planungsergebnisse,
- Übergabe der Planungsdaten an den Betrieb.

Mehrwert der digitalen Fabrik ist nicht nur, dass Kosten beim Einkauf von Teilen und Anlagen gesenkt werden, sondern bietet auch erhebliche Vorteile hinsichtlich Wartung, Flexibilität und Zuverlässigkeit. Dabei werden Routinetätigkeiten der Planung an die Software übertragen.
Alle Prozessbeteiligten der Planung erledigen ihre Aufgaben am Rechner und werden durch Workflows vernetzt. Es werden zu festgelegten Zeitpunkten die Fortschritte im Planungsprozess messbar gemacht. Das sichert die Verfügbarkeit der gewünschten Daten zum richtigen Zeitpunkt, in der richtigen Detaillierung und im richtigen Kontext.
Alle relevanten Planungsdaten (Produkt, Prozess, Ressource) werden von den beteiligten Bereichen nur einmal erfasst und von einer Datenbank verwaltet. Sie sind für jeden Planer, in Zukunft auch für Zulieferer, Ausrüster und Dienstleister, stets in der aktuellen Form verfügbar. Kernziel ist es, die Daten bei neuen Modellen sehr früh nutzen zu können, etwa um eine Kostenabschätzung zu treffen.
Jedoch hat sich die digitale Fabrik stand heute (Mitte 2006) nicht flächendeckend in der produzierenden Industrie als Planungssystem durchgesetzt. Bislang vertrauen lediglich Großunternehmen auf die neue Technologie. Gründe hierfür liegen an zu hohen Kosten und dem unklaren Nutzen. Weiterhin mangelt es im operativen Tagesgeschäft in vielen Bereichen an der notwendigen Anwenderakzeptanz.
Voraussetzung für den Erfolg der digitalen Fabrik ist die uneingeschränkte Unterstützung des gesamten Führungsmanagements und die Handhabung der DF als Firmenphilosophie.
Einige Beispiele für Anwendungen der Digitalen Fabrik sind die folgenden Programme. Sie werden zum heutigen Zeitpunkt in der Industrie eingesetzt und versuchen dem Modell der Digitalen Fabrik so gut als möglich gerecht zu werden.
- RobCAD
- ema Work Designer / ema Plant Designer
- Process Designer / Process Simulate
- Delmia V5
- Plant Simulation
- Tarakos
- Flexsim
- Fastsuite

## Anforderungen an die Digitale Fabrik
Grundsätzliche Anforderung an die Digitale Fabrik ist die Wandlungsfähigkeit. Im Rahmen dieser müssen jedoch die Anforderungen der Beteiligten Elemente berücksichtigt werden:
- Menschen
- Maschinen
- Gebäude
- Digitalisierung
- Produkte
- Logistik
- Produktions- und Wertschöpfungssystem